# Озёрный (Чунский район)
Озёрный — упразднённый посёлок в Чунском районе Иркутской области России. Входит в состав Веселовской сельской администрации. Исключён из учётных данных в 1999 году

## География
Располагался на водоразделе рек Боговая и Тарея, на расстоянии примерно 14 км по прямой к юго-востоку от деревни Кулиш.

## История
Постановлением губернатора Иркутской области от 02 июня 1999 года № 376-п посёлок исключен из учётных данных.